# Kerkvoogdijpolder
De Kerkvoogdijpolder is een voormalig waterschap in de provincie Groningen. Het gebied bestond ook bekend als de Kerke-, Pastorie- of Vierhuisterkwelder.
De kwelder behoorde toe aan de kerk van Vierhuizen en zou oorspronkelijk tegelijk met de Westpolder worden ingedijkt. Door een slepend meningsverschil met de kerkvoogdij over de verdeling van de kosten – de kerk wilde niet evenredig meebetalen – werd het gebied uiteindelijk in 1875 niet ingedijkt. Tussen de Westpolder en de Panserpolder bleef zo een 'gat' bestaan. In 1927 werd de dit alsnog afgesloten door de aanleg van een zeedijk en werd een duiker onder de oude dijk gelegd, zodat het water via Hunsingo kon afwateren. Naar het oosten dus en niet rechtstreeks op open zee, zoals bij de Westpolder.
Vier jaar na de indijking werd het gebied bij Hunsingo gevoegd en hield het schap op te bestaan. 
Waterstaatkundig gezien ligt het gebied sinds 1995 binnen dat van het waterschap Noorderzijlvest.